# Sweetbitter
Sweetbitter è una serie televisiva statunitense, basato sul romanzo "Il sapore dei desideri" scritto da Stephanie Danler.
La serie ha debuttato il 6 marzo 2018 su Starz.

## Trama
La serie segue una ragazza di nome Tess, che poco dopo essere arrivata a New York, trova un lavoro in un famoso ristorante del centro. Rapidamente introdotta nel mondo della droga, del bere, dell'amore, della lussuria, dei bar per single e della cucina raffinata, impara a navigare nella vita caotica e seducente, ma punitiva, in cui è inciampata.

## Episodi
| Stagione         | Episodi | Prima TV USA | Pubblicazione Italia |
| ---------------- | ------- | ------------ | -------------------- |
| Prima stagione   | 6       | 2018         | 2019                 |
| Seconda stagione | 8       | 2019         | 2019                 |

## Personaggi e interpreti

### Principali
- Tess, interpretata da Ella Purnell
- Jake, interpretato da Tom Sturridge
- Simone, interpretata da Caitlin Fitzgerald
- Will, interpretato da Evan Jonigkeit
- Ari, interpretata da Eden Epstein
- Heather, interpretata da Jasmine Mathews
- Sasha, interpretato da Daniyar
- Howard, interpretato da Paul Sparks

### Ricorrenti
- Scott, interpretato da Jimmie Saito

## Produzione

### Sviluppo
A luglio 2017 è stato riferito che Starz stava sviluppando un adattamento televisivo del romanzo di Stephanie Danler, Sweetbitter. Il progetto era basato su uno script pilota sviluppato da Danler e Stu Zicherman, scritto da Danler e prodotto dalla Plan B Entertainment. Starz ordinò ulteriori sceneggiature e assemblò una piccola stanza di scrittori con un occhio verso un potenziale ordine di serie. Il presidente e amministratore delegato di Starz, Chris Albrecht, all'epoca disse: "È un libro che molte delle donne di Starz hanno letto ed erano entusiaste. Quando abbiamo sentito che potrebbe trattarsi di un progetto, ho letteralmente invitato alcuni dei miei colleghi a dire che questo è uno che dobbiamo ottenere, che gioca in una giovane demografica femminile, ma poiché sappiamo che le donne di tutte le età saranno certamente attratte da storie grandiose".
Nell'ottobre 2017, Starz ha ufficialmente ordinato la serie per una prima stagione composta da sei episodi di mezz'ora.
Nel gennaio 2018, è stato annunciato in occasione della conferenza stampa annuale della Television Critics Association che la serie sarebbe stata trasmessa il 6 maggio 2018.
Il 15 luglio 2018, viene rinnovata per una seconda stagione.

### Casting
Il 6 ottobre 2017, due giorni dopo che lo show era stato ordinato, venne annunciato che Ella Purnell era stata scelta per interpretare il ruolo principale di Tess. Lo stesso mese venne annunciato anche il resto del cast: Tom Sturridge, Caitlin Fitzgerald, Paul Sparks, Evan Jonigkeit, Daniyar, Eden Epstein e Jasmine Mathews. Il 17 gennaio 2018, entrò nel cast ricorrente Jimmie Saito per ricoprire il ruolo di Scott.

### Riprese
Le riprese principali si sono svolte a New York da ottobre a dicembre 2017.

## Distribuzione

### Marketing
Il 1º marzo 2018, Starz pubblicò il primo poster e trailer della serie.
Il 10 marzo 2018, Starz ha aperto la "Starz Sensory House" all'annuale South by Southwest Film Festival ad Austin, in Texas. La Sensority House presentava una moltitudine di schermi che riproducevano i trailer di entrambi i nuovi spettacoli in loop. Per Sweetbitter, Sugarfina ha distribuito una selezione di dolci ispirati all'alcol, tra cui olive di mandorle martini e orsetti gommosi di champagne. Inoltre, erano disponibili anche una serie di sei cocktail artigianali, progettati dal barman di Austin, Tracy Rowland. Uno di questi cocktail basato sulla serie includeva "Autumn in New York", con cognac, sherry, caffè, limone amaro e un contorno di rosmarino. Altri servizi contenuti nella Sensority House includevano mini manicure offerti dalla Nails Y'all di Austin e un bar di profumi Roux Saint James, che ha creato quattro profumi personalizzati ispirati ai quattro personaggi principali della serie. La Starz Sensory House si trovava in 88 Rainey Street ad Austin.

### Premiere
Il 26 aprile 2018, la serie ha tenuto la sua prima mondiale allo SVA Theatre di New York, durante l'annuale Tribeca Film Festival. Dopo la proiezione si è svolta una discussione con l'ideatrice, produttrice esecutiva e sceneggiatrice Stephanie Danler, lo showrunner Stuart Zicherman e i membri del cast Ella Purnell, Caitlin FitzGerald, Tom Sturridge e Paul Sparks.

## Accoglienza
La serie ha ottenuto un responso negativo da parte della critica. Sull'aggregatore di recensioni Rotten Tomatoes la prima stagione ha un indice di gradimento del 30% con un voto medio di 5,5 su 10, basato su 20 recensioni. Il commento del sito recita: "Sweetbitter non riesce a essere all'altezza della sua fonte letteraria ben accolta - o si distingue dalle numerose serie televisive di successo della grande città che la hanno preceduta". Su Metacritic, invece ha un punteggio di 52 su 100, basato su 14 recensioni.
La seconda stagione su Rotten Tomatoes ottiene un indice di gradimento del 86% con un voto medio di 6,6 su 10 su un totale di 7 recensioni.